# Іст-Кантон (Огайо)
Іст-Кантон (англ. East Canton) — селище (англ. village) в США, в окрузі Старк штату Огайо. Населення — 1521 особа (2020).

## Географія
Іст-Кантон розташований за координатами 40°47′20″ пн. ш. 81°17′1″ зх. д. / 40.78889° пн. ш. 81.28361° зх. д. (40.788983, -81.283663).  За даними Бюро перепису населення США в 2010 році селище мало площу 3,41 км², уся площа — суходіл.

## Демографія
Згідно з переписом 2010 року, у селищі мешкала 1591 особа в 662 домогосподарствах у складі 448 родин. Густота населення становила 467 осіб/км².  Було 705 помешкань (207/км²).
Расовий склад населення:
| - 94,0 % — білих - 3,3 % — чорних або афроамериканців - 0,1 % — корінних американців - 0,1 % — азіатів |

До двох чи більше рас належало 1,8 %. Частка іспаномовних становила 1,7 % від усіх жителів.
За віковим діапазоном населення розподілялося таким чином: 23,1 % — особи молодші 18 років, 61,9 % — особи у віці 18—64 років, 15,0 % — особи у віці 65 років та старші. Медіана віку мешканця становила 39,8 року. На 100 осіб жіночої статі у селищі припадало 96,7 чоловіків;  на 100 жінок у віці від 18 років та старших — 96,0 чоловіків також старших 18 років.
Середній дохід на одне домашнє господарство  становив 59 897 доларів США (медіана — 50 809), а середній дохід на одну сім'ю — 65 767 доларів (медіана — 56 650). Медіана доходів становила 45 341 долар для чоловіків та 32 708 доларів для жінок. За межею бідності перебувало 6,5 % осіб, у тому числі 5,5 % дітей у віці до 18 років та 7,3 % осіб у віці 65 років та старших.
Цивільне працевлаштоване населення становило 713 особи. Основні галузі зайнятості: освіта, охорона здоров'я та соціальна допомога — 27,3 %, виробництво — 19,1 %, роздрібна торгівля — 9,7 %, науковці, спеціалісти, менеджери — 9,7 %.